# هیئت نمایندگی مردم فنلاند
هیئت نمایندگی مردم فنلاند (انگلیسی: Finnish People's Delegation) (به فنلاندی:  Suomen kansanvaltuuskunta) (به سوئدی: Finska folkdelegationen) دولت جمهوری سوسیالیستی کارگران فنلاند (فنلاند سرخ) بود که توسط گروهی از اعضای حزب سوسیال دموکرات فنلاند در طول جنگ داخلی فنلاند از ژانویه تا می ۱۹۱۸ ایجاد شد.

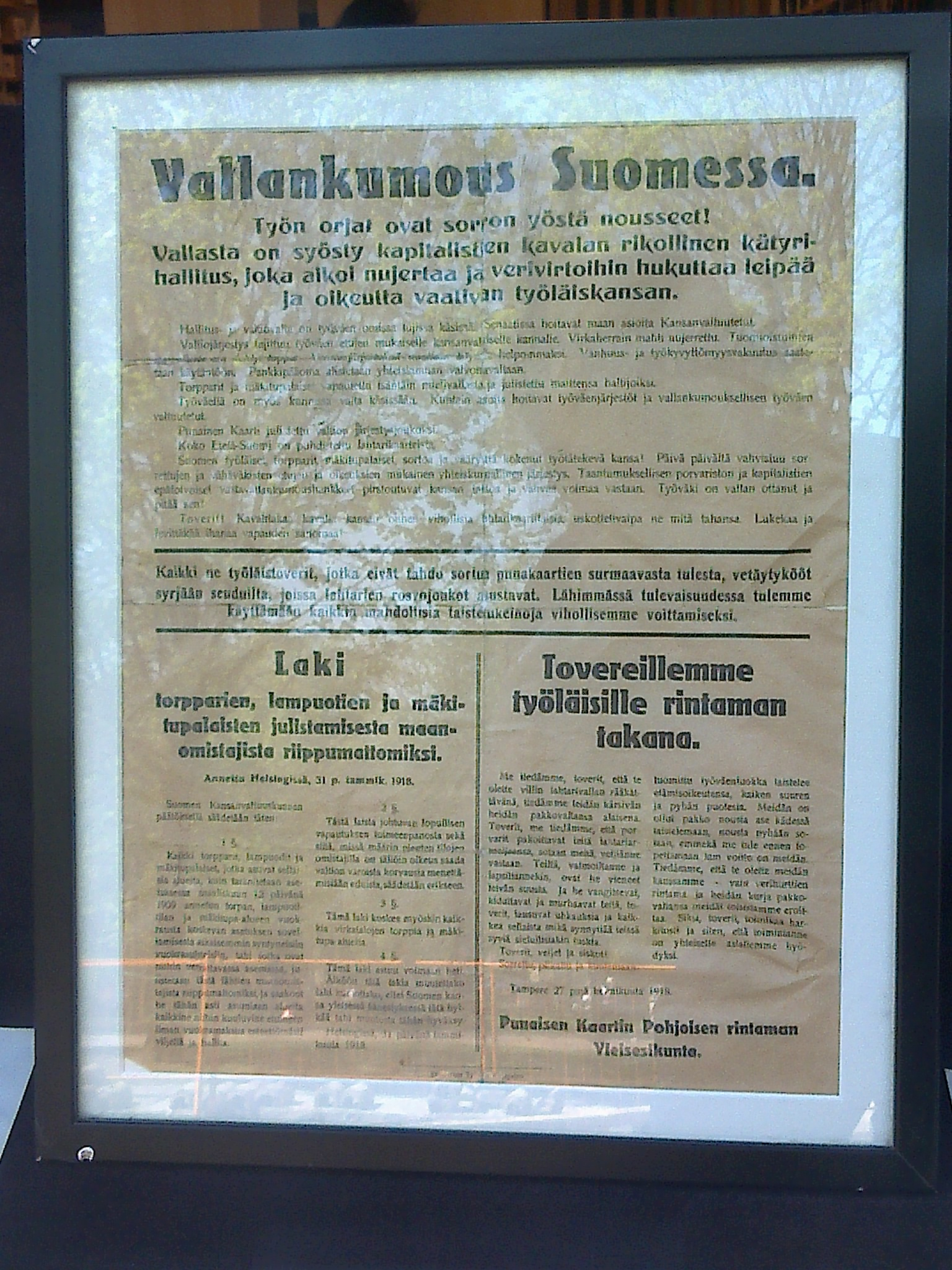
پوستری مربوط به سال ۱۹۱۸ که انقلاب فنلاند، بخشی از جنگ داخلی فنلاند، را اعلام می‌کند. بخش پایین سمت راست شامل قانونی است که توسط هیئت نمایندگی خلق تصویب شده است.